# Valerio Scanu Live in Roma
Valerio Scanu Live in Roma è un album live di Valerio Scanu pubblicato l'11 giugno 2013; CD e DVD sono stati registrati nel concerto che ha tenuto il 17 dicembre 2012 all'Auditorium Parco della Musica a Roma, Sala Sinopoli.
Lo stesso giorno della pubblicazione del disco il cantante annuncia la data del prossimo concerto di Natale: il 15 dicembre 2013, all'Auditorium Parco della Musica, sala Sinopoli. E nello stesso momento viene aperta la prevendita.

## Il disco
In quella occasione cantò canzoni del suo repertorio e anche cover, soprattutto in lingua inglese, anche in duetti con due ospiti, Ivana Spagna e Silvia Olari.
Tutto il progetto venne finanziato e organizzato dallo stesso cantante, con la sua nuova casa discografica, NatyLoveYou, creata da lui stesso.
La distribuzione è stata affidata alla Self Distribuzione, il maggiore distributore italiano indipendente nel settore della discografia.

## Tracce

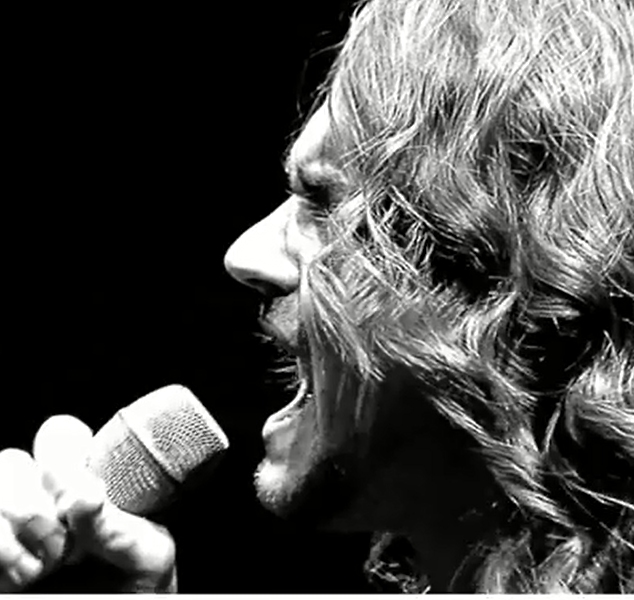
Valerio Scanu - concerto del 17 dicembre 2012 a Roma

### CD
1. My Heart Will Go On – 7:16 (testo: Will Jennings – musica: James Horner) – (brano di Céline Dion, da Let's Talk About Love, 1997)
2. One Moment in Time – 4:53 (testo: Albert Hammond – musica: John Bettis) – (brano di Whitney Houston, da One Moment in Time: 1988 Summer Olympics Album, 1988)
3. I Surrender – 5:22 (Louis Biancaniello e Samuel Watters) – (brano di Céline Dion, da A New Day Has Come, 2002)
4. Listen – 3:15 (testo: Anne Preven – musica: Henry Krieger, Scott Cutler e Beyoncé Knowles) – (brano di Beyoncé, da Dreamgirls, 2006)
5. Sentimento – 5:02 (testo: Alessandra Dini – musica: Andrea Del Principe) – (brano di Valerio Scanu, da Sentimento, 2009)
6. Ricordati di noi – 2:27 (Saverio Grandi e Bungaro) – (brano di Valerio Scanu, da Valerio Scanu, 2009)
7. Domani / Esisti tu / Libero – 4:57 (Federica Camba e Daniele Coro / Alan Sorrenti (testo); Alan Sorrenti e Matteo Saggese (musica) / Luca Mattioni e Mario Cianchi) – (brani di Valerio Scanu, da Sentimento, 2009 / Valerio Scanu, 2009 / Parto da qui, 2010)
8. Dicitencello vuje – 2:28 (testo: Enzo Fusco – musica: Rodolfo Falvo) – (canzone napoletana del 1930)
9. Someone like You / Total Eclipse of the Heart / Pride (In the Name of Love) – 7:26 (Adele Adkins e Dan Wilson / Jim Steinman / U2) – (brano di Adele, da 21, 2011 / singolo di Jim Steinman del 1983 / brano degli U2, da The Unforgettable Fire, 1984)
10. All by Myself – 4:03 (Eric Carmen) – (brano di Céline Dion, da Falling into You, 1996)
11. Il cerchio della vita, con Ivana Spagna – 6:58 (testo: Tim Rice – musica: Elton John) – (brano di Elton John, da The Lion King Soundtrack, 1994)
12. Silent Night – 4:00 (testo: Joseph Mohr – musica: Franz Xaver Gruber) – (canto natalizio, 1818)
13. Happy Xmas – 4:36 (John Lennon e Yōko Ono) – (brano di John Lennon e Yōko Ono, 1971)
14. Oh Holy Night – 4:37 (Adolphe Adam) – (canto natalizio, 1847)
15. Santa Claus Is Coming to Town – 3:02 (testo: Haven Gillespie – musica: J. Fred Coots) – (canto natalizio del 1934)
16. Oh Happy Day – 6:22 – (canto tradizionale di Edwin Hawkins, da Let Us Go into the House of the Lord, 1967)
17. Beauty and the Beast, con Silvia Olari – 4:16 (Alan Menken e Howard Ashman) – (brano del film d'animazione Disney, La bella e la bestia, 1991) (omaggio con download digitale del CD)

### DVD
1. My Heart Will Go On – 7:16 (testo: Will Jennings – musica: James Horner) – (brano di Céline Dion, da Let's Talk About Love, 1997)
2. One Moment in Time – 4:53 (testo: Albert Hammond – musica: John Bettis) – (brano di Whitney Houston, da One Moment in Time: 1988 Summer Olympics Album, 1988)
3. Cambiare – 4:13 (testo: Alex Baroni – musica: Massimo Calabrese, Marco Rinalduzzi e Marco D'Angelo) – (singolo di Alex Baroni, 1997)
4. Gli occhi negli occhi – 2:23 (testo: Pasquale Panella – musica: Riccardo Cocciante) – (brano di Gian Marco Schiaretti, dal musical Giulietta e Romeo, 2007)
5. I surrender – 5:22 (Louis Biancaniello e Samuel Watters) – (brano di Céline Dion, da A New Day Has Come, 2002)
6. Listen – 3:15 (testo: Anne Preven – musica: Henry Krieger, Scott Cutler e Beyoncé Knowles) – (brano di Beyoncé, da Dreamgirls, 2006)
7. Sentimento – 5:02 (testo: Alessandra Dini – musica: Andrea Del Principe) – (brano di Valerio Scanu, da Sentimento, 2009)
8. Ricordati di noi – 2:27 (Saverio Grandi e Bungaro) – (brano di Valerio Scanu, da Valerio Scanu, 2009)
9. Domani / Esisti tu / Libero – 4:57 (Federica Camba e Daniele Coro / Alan Sorrenti (testo); Alan Sorrenti e Matteo Saggese (musica) / Luca Mattioni e Mario Cianchi) – (brani di Valerio Scanu, da Sentimento, 2009 / Valerio Scanu, 2009 / Parto da qui, 2010)
10. Per tutte le volte che... – 3:53 (Pierdavide Carone) – (brano di Valerio Scanu, da Per tutte le volte che..., 2010)
11. Libera Mente / La mia coperta sul cuore / L'amore cambia – 2:52 (Stefano Borzi (testo); Federico Paciotti (musica) / Luca Paolo Chiaravalli (testo); Luca Paolo Chiaravalli e Massimiliano Zanotti (musica) / Alessandro Gaydou) – (brani di Valerio Scanu, da Così diverso, 2012 / da Parto da qui, 2010 / da Parto da qui, 2010)
12. Amami – 3:52 (testo: Stefano Borzi – musica: Federico Paciotti) – (brano di Valerio Scanu, da Così diverso, 2012)
13. Someone like You / Total Eclipse of the Heart / Pride (In the Name of Love) – 7:26 (Adele Adkins e Dan Wilson / Jim Steinman / U2) – (brano di Adele, da 21, 2011 / singolo di Jim Steinman del 1983 / brano degli U2, da The Unforgettable Fire, 1984)
14. Go the Distance – 3:14 (testo: Alan Menken – musica: David Joel Zippel) – (brano di Michael Bolton, colonna sonora del film Disney Hercules, 1997)
15. All by Myself – 4:03 (Eric Carmen) – (brano di Céline Dion, da Falling into You, 1996)
16. Il cerchio della vita, con Ivana Spagna – 6:58 (testo: Tim Rice – musica: Elton John) – (brano di Elton John, da The Lion King Soundtrack, 1994)
17. A Whole New World, con Ivana Spagna – 4:15 (testo: Tim Rice – musica: Alan Menken) – (brano del film d'animazione Disney, Aladdin, 1992)
18. Beauty and the Beast, con Silvia Olari – 4:16 (Alan Menken e Howard Ashman) – (brano del film d'animazione Disney, La bella e la bestia, 1991)
19. Silent Night – 4:00 (testo: Joseph Mohr – musica: Franz Xaver Gruber) – (canto natalizio, 1818)
20. Happy Xmas – 4:36 (John Lennon e Yōko Ono) – (brano di John Lennon e Yōko Ono, 1971)
21. Oh Holy Night – 4:37 (Adolphe Adam) – (canto natalizio, 1847)
22. Santa Claus Is Coming to Town – 3:02 (testo: Haven Gillespie – musica: J. Fred Coots) – (canto natalizio del 1934)
23. We Are the World – 7:00 (Michael Jackson e Lionel Richie) – (inciso a scopo benefico da USA for Africa, 1985)
24. Oh Happy Day – 6:22 – (canto tradizionale di Edwin Hawkins, da Let Us Go into the House of the Lord, 1967)

Durata totale: 110:14

## Formazione
- Valerio Scanu – voce
- Stefano Profazi – chitarra
- Roberto Lo Monaco – basso
- Martino Onorato – pianoforte, direzione musicale
- Alessandro Pizzonia – batteria, percussioni
- Sara Corbò, Lucy Campeti, Daniele Grammaldo – cori

## Classifiche
| Classifica (2013) | Posizione massima |
| ----------------- | ----------------- |
| Italia            | 21                |